# Eschenberg (Bremke)
Der Eschenberg ist ein bis 407,8 m ü. NHN hoher Berg im Weser-Leine-Bergland. Er liegt nördlich von Bremke im niedersächsischen Landkreis Göttingen (Deutschland).
An der Nordwestspitze der Bergkuppe liegt eine kleine Wallburg, am Südhang der jüdische Friedhof von Bremke.

## Geografie

### Lage
Der Eschenberg liegt im Zentrum des Gemeindegebiets von Gleichen gut 1 km nördlich von Bremke und 750 m östlich von Appenrode, die nächsten Siedlungen östlich des Eschenbergs sind Gut Sennickerode (1,8 km) und Bischhausen (2,7 km ostsüdöstlich), 2 km nördlich liegt Gelliehausen; diese Orte gehören zur Gemeinde Gleichen. Südausläufer des Bergs tragen die Bezeichnung Laubberg, Ostausläufer heißen Hegerberg; etwa 1,2 km nordwestlich liegen die Gleichen. Am Hang des Eschenbergs entspringen zwei Gräben, die dem Wendebach im Südwesten bzw. dem Bischhauser Bach, einem Zufluss der Garte, im Nordosten zufließen.

### Naturräumliche Zuordnung
Der Eschenberg wird naturräumlich in die Haupteinheitengruppe Weser-Leine-Bergland (Nr. 37) und in die Haupteinheit Göttingen-Northeimer Wald (373) zur Untereinheit Reinhäuser Wald (373.2) eingeordnet.

## Geologie
Sowohl der Eschenberg als auch die benachbarten Gleichen sind Zeugenberge aus Muschelkalk. In den umgebenden Bereichen wurde dieser durch Witterung und Wasser abgetragen, so dass im heute tiefer gelegenen Umland Böden des Buntsandsteins vorherrschen.

## Natur und Schutzgebiete
Der Eschenberg liegt im Landschaftsschutzgebiet Leinebergland (CDDA-Nr. 322560; 1986 ausgewiesen; 257,06 km² groß) und im Vogelschutzgebiet Unteres Eichsfeld (VSG-Nr. 4426-401; 137,1 km²). Er ist im oberen Bereich mit Kalkbuchenwald bestanden, die Krautschicht wurde als mäßig artenreich bezeichnet. In Teilbereichen ist kleinflächig ein Übergang zu Orchideen-Buchenwald beschrieben.

## Befestigungsanlage

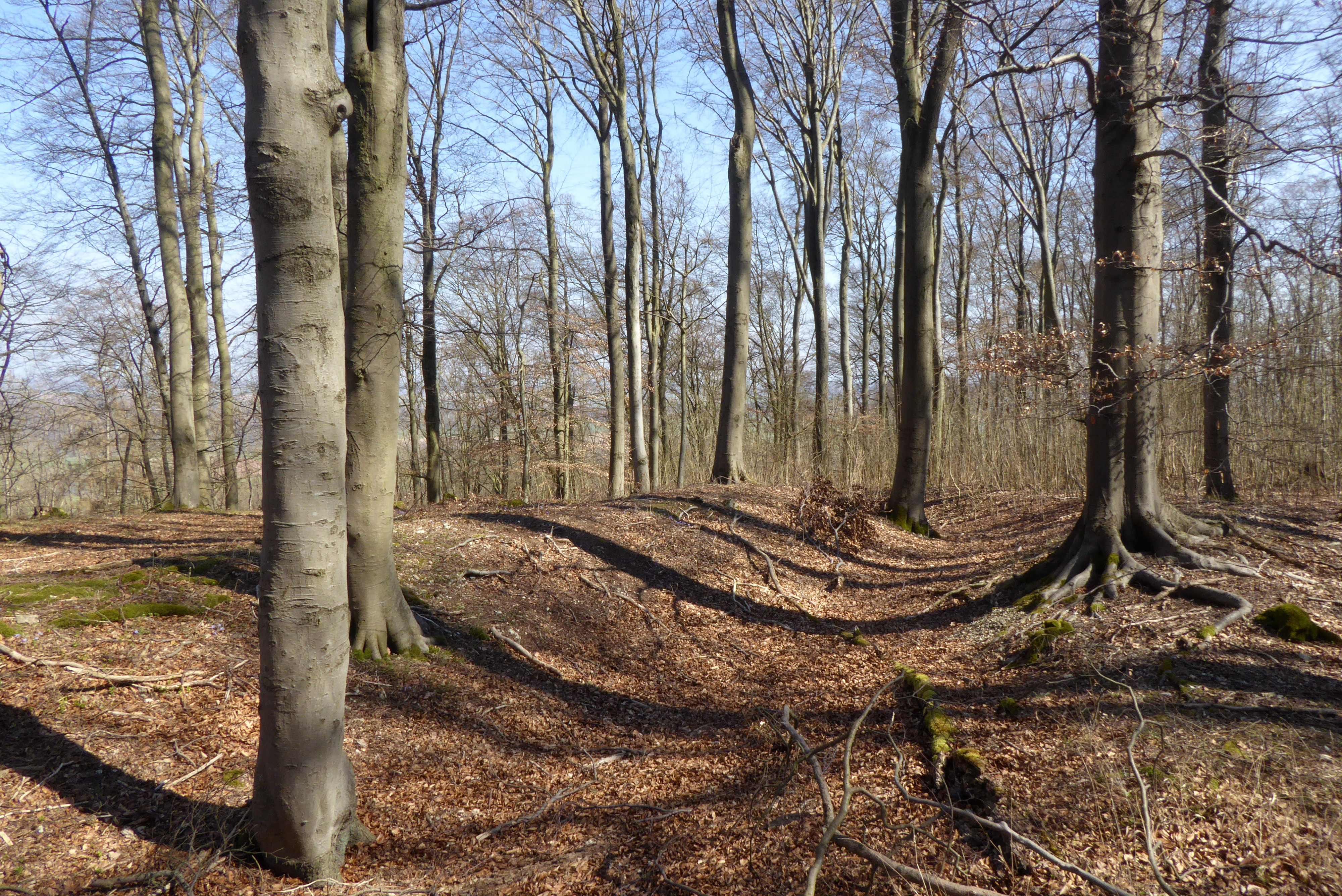
Innerer Wallanlage der Befestigung (Westteil)

An der Nordwestecke des im Vergleich zu den Bergflanken relativ ebenen Bergplateaus ist eine kleine Abschnittsbefestigung aus zwei Befestigungslinien vorhanden, die jeweils aus einem inneren und äußeren Wall und dazwischenliegendem Graben bestehen. Die Wälle und Gräben sind stark verschliffen, aber besonders die innere Befestigung ist noch gut im Gelände erkennbar. Der Höhenunterschied zwischen Wallkrone und Grabensohle beträgt heute noch 0,80 bis 1,0 m, maximal 1,30 Meter. Die von der inneren Befestigung eingeschlossene Fläche hat eine Ausdehnung von nur etwa 22 × 30 Meter, die Gesamtfläche beträgt etwa 60 × 60 Meter. Die Befestigungen beginnen am Westhang des Eschenbergs, verlaufen zunächst nach Osten und biegen dann nach Norden ab, wo sie am Berghang auslaufen. In diesem Bereich sind die Berghänge nach Westen und Norden so steil, dass dort keine Befestigung vorhanden ist.
Ein Bezug historischer Quellen zur Burganlage ließ sich noch nicht herstellen. Nach Angaben von Stefan Eismann wird die Anlage als jungsteinzeitlich angesehen, wobei Scherbenfunde aus dem 11./12. Jahrhundert eine erneute Nutzung im Hochmittelalter nahelegen. Klaus Grote führt außer Keramikfunden auch ein Eisenmesser aus der hochmittelalterlichen Periode als Lesefunde an sowie (ohne Datierungsangabe) Fachwerkbrandschutt aus Teilen der Gräben. Über die gesamte Bergkuppe und den Südosthang des Eschenbergs gestreut wurde Flint gefunden. Danach geht er davon aus, dass im Neolithikum auf dem Eschenberg eine Höhensiedlung bestand. Demnach könnte die Befestigungsanlage auf den Resten der steinzeitlichen Siedlung erbaut worden sein.
Im Jahr 1953 wurde die Anlage vermessen.

## Verkehrsanbindung und Wandern
Südlich bis südöstlich am Eschenberg vorbei an den Gleichen führt die schmale Straße „Haspel“, die von Bremke nach Sennickerode führt. Der Berg kann zu Fuß von dieser Straße kommend erklommen werden.